# Klumsholmen
Klumsholmen est une île norvégienne du comté de Hordaland appartenant administrativement à Bømlo.

## Description
Rocheuse et couverte d'une légère végétation, à fleur d'eau, elle s'étend sur environ 387 m de longueur pour une largeur approximative de 272 m. Elle comporte en mer, mais reliée à elle, des aménagements de culture d'élevages.  